# 蒂根·米卡
蒂根·杰德·米卡（英語：Teagan Jade Micah；1997年10月20日—），澳大利亚女子职业足球运动员，司职守门员，目前效力于利物浦女子足球俱乐部和澳大利亚国家女子足球队。她曾代表澳大利亚参加2020年和2024年夏季奥林匹克运动会女子足球比赛等多场国际赛事。